# Omucukia
Omucukia là một chi nhện trong họ Zodariidae.

## Các loài
Các loài trong chi này gồm:
- Omucukia angusta (Simon, 1889)
- Omucukia madrela (Jocqué, 1991) *